# Kanton Vaires-sur-Marne
Kanton Vaires-sur-Marne is een voormalig kanton van het Franse departement Seine-et-Marne. Het kanton maakte deel uit van het arrondissement Torcy.
 Het werd opgeheven bij decreet van 18 februari 2014 met uitwerking in maart 2015.

## Gemeenten
Het kanton Vaires-sur-Marne omvatte de volgende gemeenten:
- Brou-sur-Chantereine
- Chelles (deels)
- Vaires-sur-Marne (hoofdplaats)